# Jobinia schizocorona
Jobinia schizocorona är en oleanderväxtart som först beskrevs av Liede och Meve, och fick sitt nu gällande namn av Liede och Meve. Jobinia schizocorona ingår i släktet Jobinia och familjen oleanderväxter. Inga underarter finns listade i Catalogue of Life.